# Гурьева, Полина Александровна
Полина Александровна Гурьева (туркм. Polina Aleksandrowna Gurýewa; род. 5 октября 1999, Ашхабад) — туркменская тяжелоатлетка, выступающая в весовой категории до 59 килограммов. Чемпионка Игр исламской солидарности. Серебряный призёр Олимпийских игр 2020 в Токио. Первая и единственная медалистка Олимпийских игр из Туркменистана.

## Биография
Полина Гурьева родилась 5 октября 1999 года в Ашхабаде в русской семье.
Получает высшее образование в Туркменском государственном институте физической культуры и спорта.

## Карьера
Полина Гурьева выступила на чемпионате мира среди молодёжи 2013 года и заняла 23-е место в весовой категории до 53 килограммов. Её результат составил 116 кг в сумме двух упражнений: 50 кг в рывке и 66 кг в толчке. В том же году она участвовала на чемпионате Азии среди молодёжи, где стала десятой с результатом 113 кг.
На Кубке Азии 2014 года завоевала серебро с результатом 141 кг.
На чемпионате Азии 2015 года стала седьмой, перейдя в весовую категорию до 58 килограммов. Гурьева подняла 171 килограмм в сумме двух упражнений (78 + 93).
На чемпионате Азии 2016 года Полина выступала в другой весовой категории — до 63 кг, и заняла одиннадцатое место с результатом 188 кг.
На чемпионате Азии 2017 года Гурьева улучшила личный рекорд до 196 кг (88 + 108) и стала девятой. В том же году она стала чемпионкой Игр исламской солидарности, подняв в сумме 193 кг (88 + 105). В том же году приняла участие на Азиатских играх по боевым искусствам и состязаниям в помещениях, где заняла итоговое четвёртое место с личным рекордом 202 кг.
На чемпионате Азии среди юниоров 2018 году завоевала бронзу, подняв в сумме 193 кг. Несмотря на то, что на юниорском чемпионате мира Полина Гурьева подняла на два килограмма больше, она заняла итоговое седьмое место.
На чемпионате Азии 2019 года стала восьмой, выступая в новой весовой категории до 64 кг. При этом она показала результат 211 кг (93 кг в рывке и 118 кг в толчке). В том же году стала четвёртой на юниорском чемпионате мира с суммой 209 кг, а на взрослом чемпионате мира сумела поднять лишь 198 кг и стала 28-й.
На чемпионате Азии 2020 года в Ташкенте, перенесённого на 2021 год, заняла четвёртое место, перейдя в весовую категорию до 59 килограммов. На этом турнире проводился отбор на Олимпийские игры в Токио, и в результате Полина Гурьева вошла в список из семи спортсменов, которые должны были представить Туркменистан на Играх в Японии.
27 июля Полина представляла Туркменистан на Олимпийских играх в Токио в весовой категории до 59 кг. Спортсменка показала результат 217 кг (121 в толчке и 96 в рывке). Тяжелоатлетка завоевала серебряную медаль и стала первой представительницей в истории своей страны, завоевавшей медаль на Олимпийских играх. В борьбе за золотую медаль Полина Гурьева уступила Го Синчжунь из Тайваня с результатом 236 кг (103 + 133). Занявшую третье место японку Микико Андо Гурьева опередила на три килограмма (214 кг: 94 + 120).

## Государственные награды
- Заслуженный мастер спорта Туркменистана (21 августа 2021 года)[8]

## Результаты
| Год              | Город            | Вес              | Snatch (kg)      | Snatch (kg)      | Snatch (kg)      | Snatch (kg)      | Clean & Jerk (kg) | Clean & Jerk (kg) | Clean & Jerk (kg) | Clean & Jerk (kg) | Итого            | Место            |
| Год              | Город            | Вес              | 1                | 2                | 3                | Rank             | 1                 | 2                 | 3                 | Rank              | Итого            | Место            |
| Олимпийские игры | Олимпийские игры | Олимпийские игры | Олимпийские игры | Олимпийские игры | Олимпийские игры | Олимпийские игры | Олимпийские игры  | Олимпийские игры  | Олимпийские игры  | Олимпийские игры  | Олимпийские игры | Олимпийские игры |
| ---------------- | ---------------- | ---------------- | ---------------- | ---------------- | ---------------- | ---------------- | ----------------- | ----------------- | ----------------- | ----------------- | ---------------- | ---------------- |
| 2021             | Токио, Япония    | 59 кг            | 93               | 95               | 96               | 96               | 116               | 119               | 121               | 121               | 217              | 2                |